# 関東地方整備局
関東地方整備局（かんとうちほうせいびきょく）は、国土交通省の地方支分部局である地方整備局の一つ。関東地方全域（茨城県、栃木県、群馬県、埼玉県、千葉県、東京都、神奈川県）及び中部地方の一部（山梨県、長野県）の土木建築行政全般を管轄する。

## 所在地および管轄区域
- 本局所在地：〒330-9724 埼玉県さいたま市中央区新都心 さいたま新都心合同庁舎2号館
（港湾空港部：〒231-0000 神奈川県横浜市中区北仲通 横浜第2合同庁舎）
- 管轄区域：茨城県、栃木県、群馬県、埼玉県、千葉県、東京都、神奈川県、山梨県、長野県
  - 河川関係事務に関して、一級河川に係る事務については、富士川水系に属する河川の流域のうち静岡県内の区域、那須岳のうち福島県内の区域（砂防工事に関する調査（火山噴火対策に資するものに限る。）に関する事務）、久慈川水系及び那珂川水系に属する河川の流域のうち福島県内の区域についても所掌する。二級河川に係る事務については、里根川水系に属する河川の流域のうち福島県内の区域、酒匂川水系及び千歳川水系に属する河川の流域のうち静岡県内の区域についても所掌する。また、信濃川水系、関川水系及び姫川水系に属する河川の流域のうち長野県内の区域については北陸地方整備局が、天竜川水系、矢作川水系及び木曽川水系に属する河川の流域のうち長野県内の区域については中部地方整備局が所掌する。
  - 道路関係事務に関して、長野県のうち国道19号の塩尻市高出交差点西側以西、国道153号及び国道474号（三遠南信自動車道）は中部地方整備局が所掌する。
  - 建設業行政関係や河川・道路を含む補助事業については長野県全域を所掌する。

## 出先機関
| 名称                         | 区分                          | 管轄区域・施設 | 所在地                 |
| ---------------------------- | ----------------------------- | --- | ---------------------- |
| 常陸河川国道事務所           | 河川 道路                     | 久慈川 那珂川 | 茨城県水戸市           |
| 常陸河川国道事務所           | 海岸調査                      | 茨城県茨城沿岸 | 茨城県水戸市           |
| 常陸河川国道事務所           | 道路                          | 国道6号 国道50号 国道51号 東関東自動車道水戸線 | 茨城県水戸市           |
| 下館河川事務所               | 河川                          | 鬼怒川 小貝川 | 茨城県筑西市           |
| 霞ヶ浦河川事務所             | 河川                          | 常陸利根川（外浪逆浦を含む） 鰐川 北浦 横利根川 霞ヶ浦 | 茨城県潮来市           |
| 久慈川緊急治水対策河川事務所 | 河川                          | 久慈川（災害復旧工事及び特定災害復旧等河川工事） | 茨城県常陸太田市       |
| 霞ヶ浦導水工事事務所         | 河川                          | 霞ヶ浦導水路 | 茨城県土浦市           |
| 常総国道事務所               | 道路                          | 国道6号 国道468号 東関東自動車道水戸線 | 茨城県土浦市           |
| 渡良瀬川河川事務所           | 河川                          | 渡良瀬川 | 栃木県足利市           |
| 渡良瀬川河川事務所           | 砂防                          | 渡良瀬川流域 | 栃木県足利市           |
| 日光砂防事務所               | 砂防                          | 鬼怒川流域 那須岳 | 栃木県日光市           |
| 宇都宮国道事務所             | 道路                          | 国道4号 国道50号 国道121号 | 栃木県宇都宮市         |
| 高崎河川国道事務所           | 河川                          | 利根川上流 烏川 | 群馬県高崎市           |
| 高崎河川国道事務所           | 道路                          | 国道17号 国道18号 国道50号 | 群馬県高崎市           |
| 利根川水系砂防事務所         | 砂防                          | 利根川流域 浅間山 草津白根山 | 群馬県渋川市           |
| 利根川上流河川事務所         | 河川                          | 利根川上流 | 埼玉県久喜市           |
| 荒川上流河川事務所           | 河川                          | 荒川上流 | 埼玉県川越市           |
| 荒川上流河川事務所           | ダム群連携                    | 荒川上流ダム群 二瀬ダム(荒川) 滝沢ダム(中津川) 浦山ダム(浦山川) 武蔵水路                                                                                           | 埼玉県川越市           |
| 荒川調節池工事事務所         | 調節池建設                    | 荒川第二・第三調節池（荒川） | 埼玉県さいたま市桜区   |
| 大宮国道事務所               | 道路                          | 国道4号 国道16号 国道17号 国道468号 | 埼玉県さいたま市北区   |
| 北首都国道事務所             | 道路                          | 国道4号 国道16号 国道298号 国道468号 | 埼玉県草加市           |
| 江戸川河川事務所             | 河川                          | 北千葉導水路 利根運河 江戸川 坂川 中川 綾瀬川 首都圏外郭放水路 | 千葉県野田市           |
| 利根川下流河川事務所         | 河川                          | 利根川下流 北千葉導水路(江戸川河川事務所の管轄区域を除く) | 千葉県香取市           |
| 首都国道事務所               | 道路                          | 国道6号 国道14号 国道16号 国道298号 国道357号 国道464号 | 千葉県松戸市           |
| 千葉国道事務所               | 道路                          | 国道6号 国道14号 国道16号 国道51号 国道127号 国道357号 国道409号 国道464号 国道468号                                                                               | 千葉県千葉市稲毛区     |
| 荒川下流河川事務所           | 河川                          | 荒川下流 綾瀬川 | 東京都北区             |
| 東京国道事務所               | 道路                          | 国道1号 国道4号 国道6号 国道14号 国道15号 国道17号 国道20号 国道246号 国道254号 国道357号 国道466号                                                                | 東京都千代田区         |
| 相武国道事務所               | 道路                          | 国道16号 国道20号 国道468号 | 東京都八王子市         |
| 東京外かく環状国道事務所     | 道路                          | 関越自動車道新潟線及び中央自動車道富士吉田線(東京外かく環状道路)                                                                                                   | 東京都世田谷区         |
| 京浜河川事務所               | 河川                          | 多摩川 鶴見川 相模川 | 神奈川県横浜市鶴見区   |
| 京浜河川事務所               | 砂防調査                      | 箱根山 伊豆大島 新島 神津島 三宅島 八丈島 青ヶ島 | 神奈川県横浜市鶴見区   |
| 京浜河川事務所               | 海岸                          | 東京都伊豆小笠原諸島沿岸 東京都小笠原村沖ノ鳥島の海岸 神奈川県東京湾沿岸及び相模灘沿岸                                                                             | 神奈川県横浜市鶴見区   |
| 横浜国道事務所               | 道路                          | 国道1号 国道15号 国道16号 国道246号 国道271号 国道357号 国道409号 国道466号 国道468号                                                                              | 神奈川県横浜市中区     |
| 川崎国道事務所               | 道路                          | 国道15号 国道16号 国道246号 国道357号 国道409号 | 神奈川県川崎市高津区   |
| 甲府河川国道事務所           | 河川                          | 富士川 | 山梨県甲府市           |
| 甲府河川国道事務所           | 道路                          | 中部横断自動車道 国道20号 国道52号 国道138号 国道139号 | 山梨県甲府市           |
| 富士川砂防事務所             | 砂防                          | 釜無川流域 笛吹川流域 | 山梨県甲府市           |
| 長野国道事務所               | 道路                          | 中部横断自動車道 国道18号 国道19号 国道20号 国道158号 | 長野県長野市           |
| 長野国道事務所               | 国営公園                      | 国営アルプスあづみの公園 | 長野県長野市           |
| 鬼怒川ダム統合管理事務所     | ダム管理 ダム群連携           | 鬼怒川上流ダム群 川俣ダム(鬼怒川) 川治ダム(鬼怒川) 五十里ダム(男鹿川) 湯西川ダム(湯西川)                                                                           | 栃木県宇都宮市         |
| 利根川ダム統合管理事務所     | ダム群連携                    | 利根川上流ダム群 矢木沢ダム(利根川) 藤原ダム(利根川) 奈良俣ダム(楢俣川) 相俣ダム(赤谷川) 薗原ダム(片品川) 八ッ場ダム(吾妻川) 下久保ダム(神流川) 草木ダム(渡良瀬川) | 群馬県前橋市           |
| 利根川ダム統合管理事務所     | ダム管理                      | 藤原ダム 相俣ダム 薗原ダム 八ッ場ダム | 群馬県前橋市           |
| 相模川水系広域ダム管理事務所 | ダム群連携                    | 相模川上流ダム群 相模ダム(相模川) 城山ダム(相模川) 宮ヶ瀬ダム（中津川）                                                                                            | 神奈川県相模原市緑区   |
| 相模川水系広域ダム管理事務所 | ダム管理                      | 宮ヶ瀬ダム | 神奈川県相模原市緑区   |
| 品木ダム水質管理所           | ダム管理 水質中和             | 品木ダム（湯川） | 群馬県吾妻郡草津町     |
| 二瀬ダム管理所               | ダム管理                      | 二瀬ダム（荒川） | 埼玉県秩父市           |
| 関東技術事務所               | 土木建設技術開発              | | 千葉県松戸市           |
| 関東道路メンテナンスセンター | 道路                          | | 埼玉県さいたま市大宮区 |
| 国営常陸海浜公園事務所       | 国営公園管理                  | 国営ひたち海浜公園 | 茨城県ひたちなか市     |
| 国営昭和記念公園事務所       | 国営公園                      | 昭和記念公園 国営東京臨海広域防災公園 国営武蔵丘陵森林公園 皇居外苑 新宿御苑 明治記念大磯邸園                                                                      | 東京都立川市           |
| 宇都宮営繕事務所             | 官庁営繕                      | 茨城県（つくば市を除く。） 栃木県 | 栃木県宇都宮市         |
| 東京第一営繕事務所           | 官庁営繕                      | 埼玉県 東京都（千代田区、港区、新宿区、文京区、渋谷区、豊島区、北区、板橋区及び練馬区に限る。）                                                                    | 東京都新宿区           |
| 東京第二営繕事務所           | 官庁営繕                      | 千葉県 東京都（足立区、葛飾区、荒川区、中央区、台東区、江戸川区、江東区及び墨田区に限る。）                                                                        | 東京都墨田区           |
| 甲武営繕事務所               | 官庁営繕                      | 山梨県 東京都（世田谷区、大田区、目黒区、中野区、杉並区、品川区及び市町村（伊豆諸島、小笠原諸島を含む。）に限る。）                                                | 東京都立川市           |
| 横浜営繕事務所               | 官庁営繕                      | 神奈川県 | 神奈川県横浜市中区     |
| 長野営繕事務所               | 官庁営繕                      | 長野県 群馬県 | 長野県長野市           |
| 鹿島港湾・空港整備事務所     | 港湾整備 空港整備             | 茨城県 栃木県 群馬県 | 茨城県鹿嶋市           |
| 千葉港湾事務所               | 港湾整備                      | 千葉県 | 千葉県千葉市中央区     |
| 東京港湾事務所               | 港湾整備                      | 埼玉県 東京都 | 東京都江東区           |
| 特定離島港湾事務所           | 港湾整備                      | 沖ノ鳥島 南鳥島 | 東京都江東区           |
| 東京空港整備事務所           | 空港整備                      | 東京国際空港 | 東京都大田区           |
| 京浜港湾事務所               | 港湾整備                      | 横浜港 横須賀港 川崎港 | 神奈川県横浜市中区     |
| 東京湾口航路事務所           | 航路                          | 東京湾中央航路 | 神奈川県横須賀市       |
| 横浜港湾空港技術調査事務所   | 港湾空港技術 調査・試験・開発 | | 神奈川県横浜市神奈川区 |